# Pogorzelce
Pogorzelce – (biał. Пагарэльцы, Paharelcy) wieś w Polsce położona w województwie podlaskim, w powiecie hajnowskim, w gminie Białowieża. Leży nad Narewką.
W latach 1975–1998 miejscowość administracyjnie należała do województwa białostockiego.
Prawosławni mieszkańcy wsi należą do parafii św. Mikołaja w Białowieży, a wierni kościoła rzymskokatolickiego do parafii św. Teresy od Dzieciątka Jezus w Białowieży.

## Nazwa
Wieś zlokalizowana w pobliżu uroczyska Poharelec, leżącego po drugiej stronie rzeki Narewka na terenie Białowieskiego Parku Narodowego). Według przekazu ustnego na terenie Poharelca znajdowała się osada budników – pierwszych mieszkańców Puszczy. Mieszkając w prymitywnych budach wypalali tam węgiel drzewny i potaż. Po pożarze, który zniszczył budy, pogorzelcy przenieśli się dalej, zakładając nową osadę o pamiątkowej nazwie Pogorzelce.

## Historia
Historia wsi Budy, Teremiski i Pogorzelce jest ściśle związana z przebiegiem zasiedlania i użytkowania Puszczy Białowieskiej. Wraz z wejściem Puszczy w 1589 w skład królewskich dóbr stołowych zaczęło się kontrolowane użytkowanie Puszczy poprzez „wchody”, czyli prawo użytkowania lasu. Systematyczna eksploatacja Puszczy rozpoczęła się w XVII w. Jej gruntowną reformę wprowadził w XVII w. Antoni Tyzenhauz. Uruchomił on nowe ośrodki dostarczające przetworzone produkty leśne np. węgiel drzewny, smołę, dziegieć, potaż.
Wówczas wewnątrz puszczy powstały osady przemysłowe Budy, Pogorzelce i Teremiski. Do pracy w przemyśle leśnym sprowadzono specjalnie ludność z Mazowsza. Osady puszczańskie zakładane były na ziemiach królewskich w dobrach stołowych. Mieszkańcy byli zwolnieni z odrabiania pańszczyzny. Ich zajęciem poza pracą w lesie był udział w polowaniach monarszych (za tę pracę dostawali dodatkowe wynagrodzenie).
Historia i współczesność wszystkich puszczańskich osad jest podobna. Wszystkie trzy pojawiały się na mapach w XVIII w. Systematycznie rozrastały się do początku XX w. W czasie pierwszej wojny światowej wszyscy mieszkańcy opuścili domy by ruszyć w głąb Rosji za wycofującą się armią carską. Po powrocie w latach 1918–1924 odbudowali spalone siedliska. W okresie międzywojennym większość z nich znalazła zatrudnienie w przemyśle leśnym. Według Powszechnego Spisu Ludności przeprowadzonego w 1921 roku wieś liczyła 28 domostw, w których mieszkało 207 osób.  161 z nich zadeklarowało wyznanie prawosławne, 42 rzymskokatolickie, a 3 ewangelickie. Wyznanie 1 osoby nie udało się ustalić. Jednocześnie 155-u mieszkańców wsi Pogorzelce podało białoruską przynależność narodową, a pozostałych 52-óch polską. W owym czasie miejscowość znajdowała się na terenie gminy i powiatu Białowieża.
W 1941 wszystkie wsie leżące wewnątrz Puszczy zostały spacyfikowane przez Niemców: domy spalono, dobytek zrabowano a mieszkańców wysiedlono poza obszar leśny wielu przy tym mordując. Pacyfikacja wsi Pogorzelce nastąpiła 25 lipca 1941 i została dokonana przez 322 batalion policji niemieckiej. Mieszkańcy powrócili po wojnie by ponownie odbudować gospodarstwa. W 1948 z inicjatywy Ministerstwa Leśnictwa przygotowano plan przesiedlenia mieszkańców Bud, Teremisek i Pogorzelc na ziemie poniemieckie, w okolice Gołdapi. Opróżnione w ten sposób polany puszczańskie miały zostać zalesione. Wobec braku zainteresowania ze strony mieszkańców w 1949 z akcji przesiedleńczej zrezygnowano.

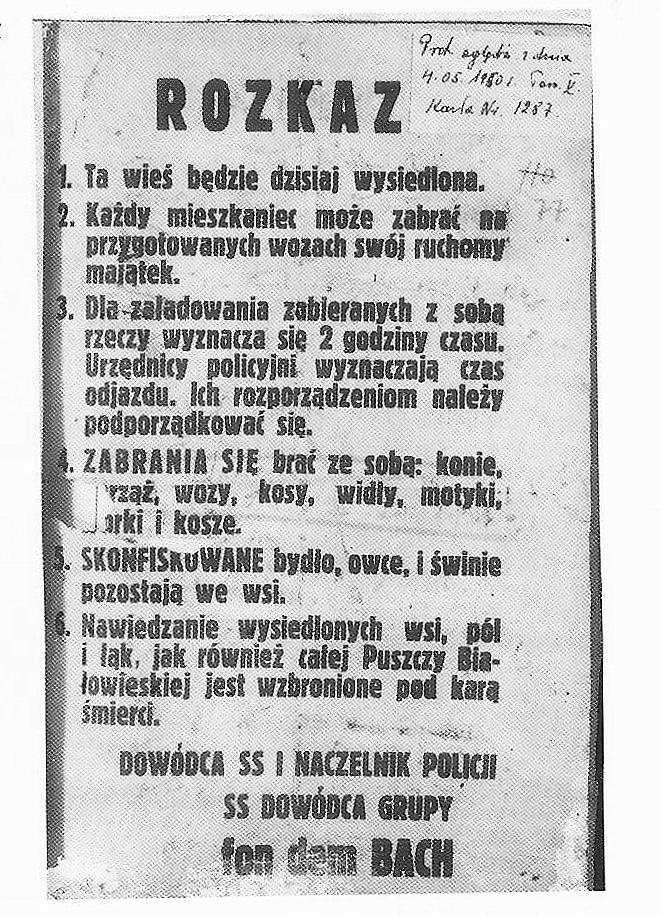
Rozkaz o wysiedleniu mieszkańców wsi terenu Puszczy Białowieskiej podpisany przez Ericha von dem Bacha (fotokopia)

Współczesne siedliska lokowane są w nawiązaniu do dawnych wzorów: w centrum polany, po obu stronach przecinającej ją drogi. Wsie mają układ szeregówki (utrzymano porządek przestrzenny z XVIII w.). Otoczone są polami uprawnymi i współczesnymi łąkami. Zaprzestano użytkowania wielu działek rolniczych. Zachodzi na nich proces naturalnego zarastania.